# Милордо (Потенца)
Милордо (итал. Milordo) је насеље у Италији у округу Потенца, региону Базиликата.
Према процени из 2011. у насељу је живело 97 становника. Насеље се налази на надморској висини од 735 м.